# جوادف جديدة
الجوادف الجديدة (الاسم العلمي: Neocopepoda) هي أصنوفة من المفصليات تتبع مجذافيات الأرجل.

## التصنيف
- لطيفات الأقدام
  - السكلوبيات
    - السكلوبية

  - سحاريات الفم
    - الكاليجات
      - الكاليجة
- الكالانيات
  - الغادفينات
    - الغادفات